# Amefurikozõ

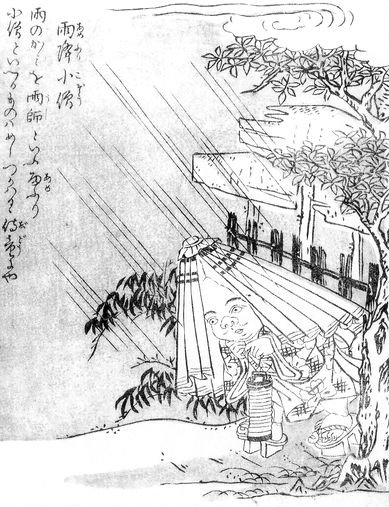
Um amefurikozō, ilustrado por Toriyama Sekien.

Amefurikozõ (雨降り小僧, garoto chuva) é um espírito climático ilustrado por Toriyama Sekien no seu Konjaku Gazu Zoku Hyakki. É descrito como uma criança estranha que leva uma lanterna de papel e veste um chapéu que parece um guarda-chuva. De acordo com Sekien, ele serve a U-shi, Deus chinês da precipitação, e tem o poder de fazer chover;

## Na cultura popular
- Ele aparece no mangá chamado Rain Boy, desenhado por Osamu Tezuka

- Um amefurikozõ aparece no anime Karas.

## Referencias
- Mizuki, Shigeru (2004). Mujara 5: Tōhoku, Kyūshū-hen. Japan: Soft Garage. 8 páginas. ASIN 4861330270
- Pandaemonium.net